# Fairweather Range
Die Fairweather Range bildet den südwestlichsten Gebirgszug der Eliaskette im Panhandle von Alaska (USA) und in der kanadischen Provinz British Columbia. 

## Lage
Die Fairweather Range erstreckt sich in NNW-SSO-Richtung entlang der Pazifikküste. Sie besitzt eine Längsausdehnung von 150 km. Sie reicht vom Alsek River im Norden bis zum Cross Sound im Süden. Melbern-Gletscher und Grand-Pacific-Gletscher trennen das Gebirge von den östlich angrenzenden Alsek Ranges.  Im Osten begrenzt außerdem die Glacier Bay das Gebirge.
In British Columbia liegt das Gebirge vollständig innerhalb des Tatshenshini-Alsek Provincial Parks. Auf US-amerikanischer Seite befindet es sich komplett innerhalb des Glacier-Bay-Nationalparks.
Die Fairweather Range erreicht im Mittel Höhen von 2000 bis 3000 m. Der höchste Berg und vermutlich namensgebend für das Gebirge ist der 4671 m hohe Mount Fairweather. Das Klima wird stark vom Golf von Alaska geprägt. Der Gebirgszug ist stark vergletschert. Im Süden des Gebirges befindet sich mit dem Brady Icefield ein großer Plateaugletscher. Mehrere Talgletscher reichen bis auf Meereshöhe hinab. Die Gletscherfläche nimmt stetig ab. Es sind fast alle Gletscher im Rückzug begriffen.

## Berge und Gipfel (Auswahl)
- Mount Fairweather (4671 m)
- Mount Quincy Adams* (4150 m)
- Mount Root (3928 m)
- Mount Crillon (3879 m)
- Mount Tlingit (3842 m)
- Mount Watson (3809 m)
- Mount Salisbury (3709 m)
- Lituya Mountain (3634 m)
- Mount Wilbur (3298 m)
- Mount La Perouse (3270 m)
- Mount Lodge (3215 m)
- Mount Orville (3199 m)
- Mount Hay (2707 m)
- Mount Turner (2640 m)

*: Schartenhöhe < 500 m

## Gletscher (Auswahl)
- Brady-Gletscher
- Fairweather-Gletscher
- Grand-Pacific-Gletscher
- Grand-Plateau-Gletscher
- Johns-Hopkins-Gletscher
- Margerie-Gletscher